# Bahnhof Lippramsdorf
Der Bahnhof Lippramsdorf ist eine aufgelassene Betriebsstelle an der Eisenbahnstrecke Haltern am See – Venlo (Venloer Bahn).

## Lage
Der Bahnhof befand sich unweit des namensgebenden Ortes Lippramsdorf, der seit 1975 ein Ortsteil der Stadt Haltern am See ist. Das ehemalige Bahnhofsgelände befindet sich bereits auf dem Gebiet der Stadt Marl, Ortsteil Chemiezone. Die Zufahrt erfolgt über den Oelder Weg, der östlich des Empfangsgebäudes in Nord-Süd-Richtung verläuft und den Ort mit dem Chemiepark Marl verbindet.

## Geschichte
Die Initiative zum Bau eines Bahnhofs bei Lippramsdorf reichten bis in die Zeit des Streckenbaus der Venloer Bahn Anfang der 1870er Jahre zurück. Mit der Inbetriebnahme der Venloer Bahn am 1. März 1874 wurde die Postkutschverbindung zwischen Haltern und Dorsten eingestellt, sodass die Bewohner zu langen Fußmärschen zum nächsten Bahnhof gezwungen waren. Im Jahr 1876 machte der Halterner Amtmann einen erneuten Vorstoß. Er verwies dabei auf den 1874 eröffneten Bahnhof Peddenberg, der anfangs ebenfalls nicht vorgesehen war. Dieser war auf Grund seiner Lage an einem langen eingleisigen Abschnitt und der Möglichkeit zur Verladung land- und forstwirtschaftlicher Güter gleichzeitig mit der Strecke in Betrieb gegangen. Für Lippramsdorf sei eine identische Situation anzunehmen. Bei einem Lokaltermin am 2. Januar 1877 stellte die Gemeinde einen Zuschuss in Höhe von 1500 Mark zur Anlage einer Haltestelle in Aussicht, zur Beschlussfassung kam es nicht. Im Laufe des Jahres 1877 stellte die Gemeinde einen weiteren Zuschuss in Aussicht mit dem Wunsch, dass wenigstens zwei Züge pro Tag und Richtung halten sollen.
Gleichzeitig führten die Gemeindevertreter offensichtlich Gespräche mit einem örtlichen Bahnwärter der Cöln-Mindener Eisenbahn-Gesellschaft (CME), da sie den Halt in Höhe der Wärterbude 5 bei Streckenkilometer 6,8 vorschlugen. Ein mit dem Bahnwärter am 2. August 1877 abgeschlossener Vorvertrag sah vor, dass der Bahnwärter den Verkauf der Fahrkarten übernehmen und gegenüber der Gemeinde ordnungsgemäß abrechnen sollte. Nach Abschluss des Vertrages trat die Gemeinde dann an die Eisenbahngesellschaft heran mit der Bitte, den Vorderraum der Wärterbude für den Publikumsverkehr freizugeben. Sie erklärte sich im Gegenzug bereit, einen monatlichen Heizkostenzuschuss in Höhe von sechs Mark zu leisten. Die preiswerte Lösung überzeugte die Gesellschaft, sodass ab dem 15. September 1877 je zwei Zugpaare zwischen Haltern und Wesel in Lippramsdorf hielten. Sie gestattete jedoch nur den Verkauf von Fahrkarten nach den benachbarten Bahnhöfen Haltern und Dorsten CM (heute: Hervest-Dorsten). Der Schüttbahnsteig befand sich südlich des Streckengleises auf dem Planum für das später vorgesehene zweite Streckengleis.
Das Bahnwärterhäuschen stellte sich bald als zu klein heraus. Während die CME einen Neubau favorisierte, schlug der Amtmann den Bau eines Wartehäuschens auf dem Bahnsteig vor. Da es mit 5 × 6 Metern Grundfläche über das vorhandene Planum hinausragte, sollte die Gemeinde die Kosten für den Grunderwerb und Bau übernehmen und das Wartelokal danach unentgeltlich zur Verfügung stellen. Die Gemeinde forderte hierfür im Gegenzug erneut den Halt aller Personenzüge. Die CME beabsichtigte dennoch den Neubau des Bahnwärterhauses, sodass der Neubau neben dem Warteraum auch die Diensträume umfasst hätte. Der Bau ging 1882 in Betrieb. Das Eisenbahn-Betriebsamt Wesel CME forderte von der Gemeinde zunächst 908 Mark, später 821 Mark an Beteiligungskosten. Auf welche Summe sich beide Parteien letztendlich einigten, ist unbekannt.
Ab 1890 begann die Königliche Eisenbahn-Direktion Münster mit den Grundstückskäufen für die Anlage eines Kreuzungs- und Überholgleises. Es war zwischen den Kilometern 7,3 und 8,0 vorgesehen und erforderte die Verlegung der Haltestelle nach Westen. Ein erster Bauantrag wurde 1897 gestellt, der endgültige Bauantrag dann am 24. Oktober 1898 eingereicht. Den Wunsch der Gemeinde nach Anlage einer Ladestelle in Höhe der bestehenden Haltestelle lehnte die Staatsbahn ab. Im Herbst 1900 schlossen die Gemeinde und die KED Münster einen Vertrag ab, in dem sich die Gemeinde zur Übernahme sämtlicher Kosten bereit erklärte und bei Außerbetriebsetzung der Ladestelle auf jegliche Kostenerstattung verzichtete. Angesichtes der hohen Kosten und des Baufortschrittes am neuen Bahnhof zog sich die Gemeinde aus dem Vorhaben zurück. Am 1. September 1901 ging der neue Bahnhof Lippramsdorf in Betrieb, die Haltestelle wurde gleichzeitig geschlossen. Der Bahnhof verfügte neben dem durchgehendem Hauptgleis über ein Kreuzungs- und Überholgleis auf der Südseite sowie ein Ladegleis auf der Nordseite. Zwei Stellwerke an den Bahnhofsköpfen sicherten die Zugfahrten. Das Empfangsgebäude war ein eingeschossiger gelb verklinkerter Bau mit angeschlossenem Güterschuppen. Im Innern waren neben einem kleinen Wartesaal auch ein Dienstraum untergebracht. Zwischen dem Empfangsgebäude und dem Bahnübergang Oelder Weg errichtete die Direktion ein Wohnhaus mit zwei Dienstwohnungen für die Weichenwärter, angeschlossen waren hieran zwei Ställe, ein Garten und eine Waschküche. Die Wärterbude 8 in Kilometer 8,15 wurde abgerissen und in Kilometer 8,0 neu aufgebaut. Der Oelder Weg wurde auf Kosten der Gemeinde für 767.000 Mark als Chaussee angelegt.
Beim zweigleisigen Ausbau der Venloer Bahn 1914 wurde das Überholgleis um eine Gleisbreite nach Süden verlegt. 1916 wurde das Empfangsgebäude erweitert, im Folgejahr die Güterabfertigung. 1935 erhielt das Empfangsgebäude einen weiteren Anbau. Der Bahnhof erreichte damit seinen größten Ausbauzustand. Zu den Dienststellen gehörte neben dem Bahnhof auch eine Bahnmeisterei, die vor dem Zweiten Weltkrieg aufgelöst wurde.
Zwischen 1950 und 1951 baute die Eisenbahndirektion Münster das zweite Streckengleis zwischen Haltern und Hervest-Dorsten wieder ab. 1953 folgte die Abstufung der Strecke in eine Nebenbahn bei gleichzeitiger Herabsetzung der Höchstgeschwindigkeit auf 50 km/h. Anfang der 1950er Jahre war Lippramsdorf als Bahnhof IV. Klasse eingestuft. Acht Eisenbahner versahen vor Ort ihren Dienst. Am 15. Juli 1954 wurde der Bahnhof in eine Anschlussstelle mit Haltepunkt umgewandelt und dem Bahnhof Hervest-Dorsten zugeteilt. Die Deutsche Bundesbahn zog ihre Mitarbeiter aus der Fahrkartenausgabe ab und überließ den Fahrkartenverkauf und die Dienstgeschäfte der am Bahnhof wohnenden Familie Masthoff in Form einer Agentur. Da die beiden Stellwerke 1954 ebenfalls außer Betrieb gingen, übernahm die Familie auch die Aufgabe eines Schrankenpostens. Am 28. Oktober 1959 führte die Bundesbahn auf der Strecke den Zugleitbetrieb ein. Der Schrankenposten wurde 1975 durch eine zuggesteuerte Anlage ersetzt. Im gleichen Jahr kam das Bahnhofsgelände im Zuge der kommunalen Neuordnung an die Stadt Marl.
Bis zum 30. September 1962 hielten in Lippramsdorf planmäßig Personenzüge. Zum 1. Januar 1986 gab die Bundesbahn die Anschlussstelle Lippramsdorf als Gütertarifpunkt auf. Am 29. Mai 1988 wurde der Streckenabschnitt Haltern – Hervest-Dorsten für den Gesamtverkehr stillgelegt. Nachdem das Streckengleis zwischen Lippramsdorf und Haltern mehrere Jahre mit ausrangierten Güterwagen vollgestellt worden war, erfolgte von 1992 bis 1993 der Abbau. Das Lippramsdorfer Empfangsgebäude befindet sich seit 1989 in Privatbesitz und steht seit dem 21. März 1991 in der Denkmalliste der Stadt Marl. Es wurde von 2002 bis 2004 saniert. Bis 2012 nutzte ein Gebrauchtwagenhändler das Grundstück, am 1. März 2013 eröffnete in dem Gebäude ein Café.

## Verkehr
Die Haltestelle an der Wärterbude 5 wurde ab 1877 von zwei Personenzugpaaren zwischen Haltern und Wesel bedient. Vermutlich ab 1882 hielten sämtliche Personenzüge in Lippramsdorf. Bis zum Sommer 1914 stieg das Angebot auf sieben Zugpaare an. Die ab 1880 auf der Strecke verkehrenden Schnellzüge legten in Lippramsdorf hingegen keinen Halt ein. Mit dem Ausbruch des Ersten Weltkrieges schränkte die Preußische Staatsbahn den Verkehr vorübergehend ein. Ab November 1914 verkehrten wieder fünf Personenzugpaare sowie zwei Schülerzüge von Schermbeck nach Wesel. 1917 schränkte die Staatsbahn das Angebot auf drei Personenzugpaare ein.
Nach Kriegsende kam es infolge der Ruhrbesetzung durch Belgier und Franzosen zur Einstellung des Verkehrs auf der Venloer Bahn zwischen dem 25. Juni und dem 9. Dezember 1923. 1926 verkehrten wieder acht Zugpaare zwischen Haltern und Wesel, von denen sechs in Peddenberg hielten. Die Deutsche Reichsbahn erhöhte die Anzahl bis 1938 auf neun Zugpaare. Hinzu kam ein einzelner Eilzug mit Durchfahrt. Die Schnellzüge wurden in diesem Zeitraum gestrichen. Der Güterverkehr blieb mit zwei Nahgüterzügen weitgehend konstant.
Während des Zweiten Weltkrieges schränkte die Reichsbahn das Angebot nach und nach ein, der letzte Kriegsfahrplan verzeichnete fünf Personenzugpaare. Von Ende März bis Mai/Juni 1945 ruhte der zivile Personenverkehr gänzlich. Anfangs verkehrten drei, später vier Personenzugpaare in Lippramsdorf. Ab 1950 setzte die Deutsche Bundesbahn werktäglich sieben und sonntags vier Personenzugpaare ein. Durch die beginnende Massenmotorisierung sah sich die Bundesbahn schnell veranlasst, das Angebot auszudünnen. Ab 1953 fuhren lediglich zwei werktägliche Personenzugpaare auf der Strecke. Hinzu kamen Werkpersonenzüge, sogenannte Buna-Züge, zwischen Borken und Lippramsdorf, die die Arbeiter der Chemischen Werke Hüls aus dem Westmünsterland in die Nähe des Werkgeländes beförderten. Weitere Einsparungen im Personenverkehr führten nicht zum Erfolg, sodass die Bundesbahn den Verkehr zwischen Haltern und Wesel zum 30. September 1962 einstellte. Die Buna-Züge fuhren als letzte Personenzüge auf der Strecke noch bis Mitte der 1960er Jahre.
Bis Mitte der 1970er Jahre wurde die Anschlussstelle täglich von zwei Nahgüterzugpaaren passiert. Spätestens mit der Inbetriebnahme einer neuen Verbindungskurve am Bahnhof Hervest-Dorsten im Jahr 1982 – die erste Kurve ging 1971 außer Betrieb – endete der reguläre Güterverkehr zwischen Haltern und Hervest-Dorsten.